# Lex de imperio Vespasiani

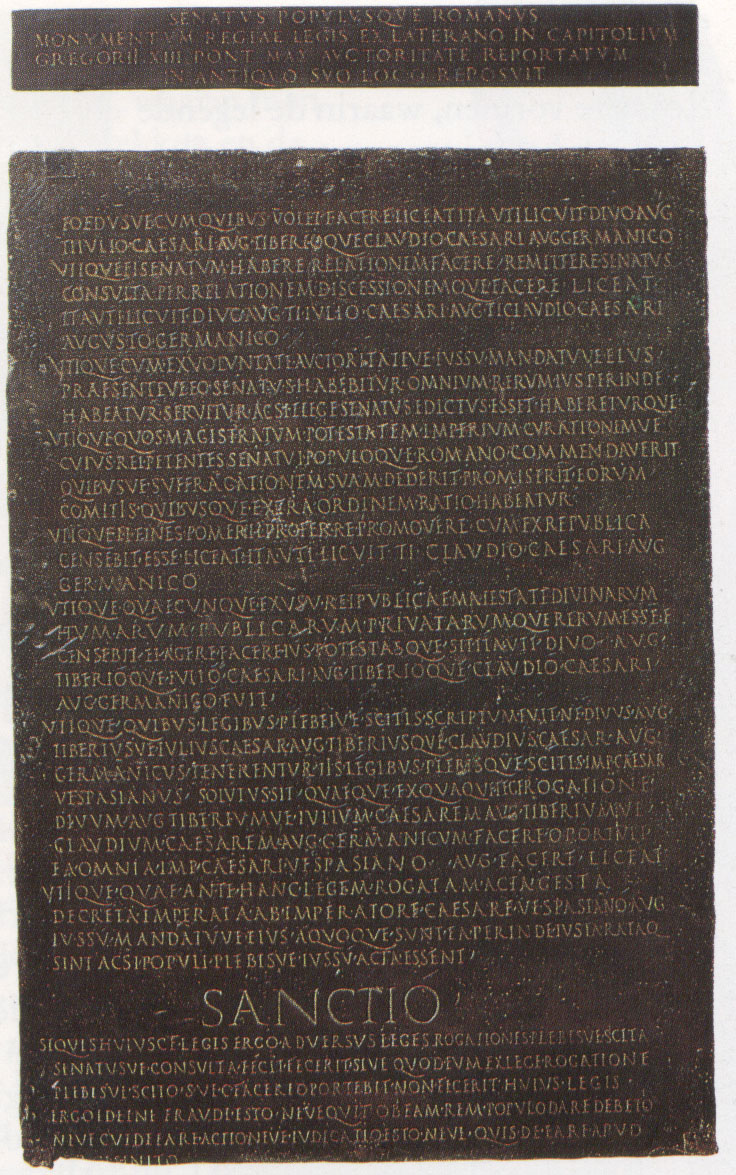
De Lex de imperio Vespasiani.

De Lex de imperio Vespasiani (letterlijk: De wet over het imperium van Vespasianus) is de inaugurele wet van de Romeinse keizer Vespasianus, waarvan de goedkeuring in de Senaat door Tacitus is gedateerd als op 21 december 69 n.Chr. plaats te hebben gevonden. De tweede helft van deze inscriptie is bewaard gebleven en is naast de Res Gestae divi Augusti de belangrijkste inscriptie uit de Keizertijd.
De inscriptie bevat het wettelijke besluit tot een reeks van volmachten, die toegevoegd aan de door Augustus geschapen ambtsbasis van het principaat formeel de keizerlijke waardigheid zou overdragen aan Vespasianus. Het ambt van princeps moest de schijn van Republikeins te zijn handhaven en is dus enerzijds gebaseerd op het imperium proconsulare maius, dat wil zeggen een uitgebreid militair opperbevel over de (grens-)provinciae (waar de meerderheid van de legioenen waren gelegerd), en anderzijds op de tribunicia potestas, dus de uitgebreide voorrechten van een tribunus plebis (waaronder een Veto tegen elk senatus consultum). Een andere belangrijke grondslag van het Principaat was de auctoritas ("autoriteit") van de princeps.

## Overleveringsgeschiedenis
De tweede helft van de inscriptie is op een bronzen plaquette bewaard gebleven. Ze werd in 1347 herontdekt in Sint-Jan van Lateranen, en door de toenmalige heerser van Rome, Cola di Rienzo, opgesteld voor het publiek, om aan de paus de grondwettelijke beperking van zijn macht aan te tonen. De inscriptie wordt sinds 1576 in de Capitolijnse musea in Rome tentoongesteld (inventarisnummer NCE2553).

## Vertaling
(dit is een vertaling van de eerste twee paragrafen van de bewaarde tekst)
| ... foedusue cum quibus uolet facere liceat ita, uti licuit diuo Aug(usto), \| Ti. Iulio Caesari Aug(usto), Tiberioque Claudio Caesari Aug(usto) Germanico; \|                                                                     |  | … of het zo wettelijk zal worden een foedus (verdrag) te sluiten met wie hij wil, zoals het ook wettelijk is geweest voor divus Augustus, \| voor Tiberius Julius Caesar Augustus, en voor Tiberius Claudius Caesar Augustus Germanicus; \| |
| utique ei senatum habere, relationem facere, remittere, \| senatus consulta per relationem discessionemque facere liceat \| ita, uti licuit diuo Aug(usto), Ti. Iulio Caesari Aug(usto), Ti. Claudio Caesari \| Augusto Germanico; |  | en dat voor hem een senaatszitting te houden, een voorstel te doen, (een voorstel) terug te sturen, \| senatus consulta door een voorstel en een stemming te doen goedkeuren zo wettelijk zal worden \| , zoals het ook wettelijk is geweest voor divus Augustus, voor Tiberius Julius Caesar Augustus, en voor Tiberius Claudius Caesar \| Augustus Germanicus; |

## Edities
- Corpus Inscriptionum Latinarum VI (1876) 930[dode link] (pp. 3070, 3777, 4307, 4340) = CIL VI 31207 = ILS 244 (p. 170) = AE 1938, +31 = AE 1952, +77 = AE 1977, 16 = AE 1991, 69 = AE 1993, 116 = AE 2005, +39 = AE 2005, +165[dode link].
- S. Riccobono, Fontes iuris Romani antejustiniani, I, Firenze, 1941, pp. 154-156[dode link], n. 15.
- A.C. Johnson - P.R. Coleman-Norton - F.C. Bourne (edd. tradd. comm.), Ancient Roman Statutes, Austin, 1961, pp. 149-150[dode link], n. 183.
- P.F. Girard - F. Senn, Les lois des Romains, Napels, 1977, pp. 181-184[dode link], n. 19.
- M.H. Crawford - e.a., Roman Statutes, I, Londen, 1996, pp. 549-553[dode link], n. 39.